# Supercup Beloften
De Supercup Beloften was een wedstrijd die vanaf 2010 jaarlijks werd gehouden voor aanvang van het seizoen tussen de winnaar van de Beloften Eredivisie en de Beloften KNVB beker. De eerste editie werd gewonnen door Jong PSV die bekerwinnaar Jong FC Utrecht versloegen. Ook de tweede editie was een prooi voor de Eindhovenaren. Ditmaal werd Jong Vitesse/AGOVV met 3-0 verslagen.

## Finales
| Jaar | winnaar        | beker # | uitslag(en) | finalist           |
| ---- | -------------- | ------- | ----------- | ------------------ |
| 2010 | Jong PSV       | 1       | 3 - 1       | Jong FC Utrecht    |
| 2011 | Jong PSV       | 2       | 3 - 0       | Jong Vitesse/AGOVV |
| 2012 | Jong FC Twente | 1       | 2 - 0       | Jong Ajax          |

ADO Den Haag · AFC Ajax · AZ · Emmen · Feyenoord · Go Ahead Eagles · Groningen/Cambuur · Hardenberg · Heerenveen · N.E.C. · PSV/Eindhoven · Roda JC · Sparta Rotterdam · Twente/Heracles · Utrecht · Vitesse
Onder 21 competitie · Reservecompetitie · Eredivisie · Eerste Divisie · Tweede Divisie · KNVB Beker · Supercup
Nationale teams: 
 Nationaal elftal · Nationaal vrouwenelftal · Jong Oranje · Olympisch elftal · Nationaal B-elftal 
 Mannenvoetbal: 
 Betaald voetbal · Eredivisie · KNVB Beker · Johan Cruijff Schaal · Nacompetitie/Play-offs · Eerste divisie · Tweede divisie · Derde divisie · Vierde divisie · Amateurvoetbal · Onder 21 competitie · Beloften Eredivisie · Beloften Eerste Divisie · Beloften KNVB Beker · A-Junioren Eredivisie · B-Junioren Eredivisie 
 Vrouwenvoetbal: 
 Vrouwen Eredivisie · Vrouwen Eerste divisie · KNVB Beker Vrouwen · Eredivisie Cup · Supercup Vrouwen · Zaalvoetbal · KNVB Schoolvoetbal